# 古巴 (伊利諾伊州)
古巴（英語：Cuba）是一個位於美國伊利諾伊州富爾頓縣的城市。

## 地理
古巴的座標為40°29′36″N 90°11′36″W / 40.49333°N 90.19333°W，而該地的平均海拔高度為207米（即697英尺）。

## 人口
根據2010年美國人口普查的數據，古巴的面積為1.41平方千米，均為陸地。當地共有人口1294人，而人口密度為每平方千米917.73人。